# Tofsmesar
Tofsmesar (Lophophanes) är ett släkte i fågelfamiljen mesar som tidigare ingick i släktet Parus. Släktet består av två arter som förekommer i Europa samt från Himalaya till södra Kina och nordöstra Myanmar:
- Grå tofsmes (L. dichrous)
- Tofsmes (L. cristatus)